# Iredell County
Iredell County är ett administrativt område i delstaten North Carolina, USA, med 159 437 invånare. Den administrativa huvudorten (county seat) är Statesville. 

## Geografi
Enligt United States Census Bureau har countyt en total area på 1 546 km². 1 492 km² av den arean är land och 54 km² är vatten. 

### Angränsande countyn
- Yadkin County - nord-nordost
- Davie County - nordöst
- Rowan County - öst
- Cabarrus County - syd-sydöst
- Mecklenburg County - syd
- Lincoln County - syd-sydväst
- Catawba County - sydväst
- Alexander County - väst-nordväst
- Wilkes County - nord-nordväst